# Àrea metropolitana de Veracruz
L'Àrea Metropolitana de Veracruz (ZMVER) o Zona Metropolitana de Veracruz és l'àrea metropolitana formada per la ciutat i port mexicà de Veracruz, el seu municipi homònim i quatre municipis més de l'estat de Veracruz. D'acord amb els resultats del Cens de Població i Habitatge 2010 realitzat per l'INEGI, la Zona Metropolitana de Veracruz tenia aquell any 811,671 habitants, la qual cosa en feia la vintiunena àrea metropolitana més poblada de Mèxic, i en la més poblada de l'estat de Veracruz.

## Parts integrants de l'àrea metropolitana
La Zona Metropolitana de Veracruz està conformada per 5 municipis de l'estat de Veracruz.
| Municipio       |
| --------------- |
| Alvarado(1)     |
| Boca del Río(2) |
| Jamapa(1)       |
| Medellín(1)     |
| Veracruz(2)     |

## Demografia

### Població per municipi
A continuació es mostra la distribució de la població de la Zona Metropolitana de Veracruz per municipi.
| Municipi     | Població |
| ------------ | -------- |
| Veracruz     | 552,156  |
| Boca del Río | 138,058  |
| Medellín     | 59,126   |
| Alvarado     | 51,955   |
| Jamapa       | 10,376   |
| Total(3)     | 811,671  |

### Localitats més poblades
A continuació es mostren les 5 localitats més poblades de la Zona Metropolitana de Veracruz.
| Localitat    | Municipi     | Població |
| ------------ | ------------ | -------- |
| Veracruz     | Veracruz     | 428,323  |
| Veracruz     | Boca del Río | 126,507  |
| Valente Díaz | Veracruz     | 25,700   |
| Alvarado     | Alvarado     | 23,128   |
| Las Amapolas | Veracruz     | 14,553   |

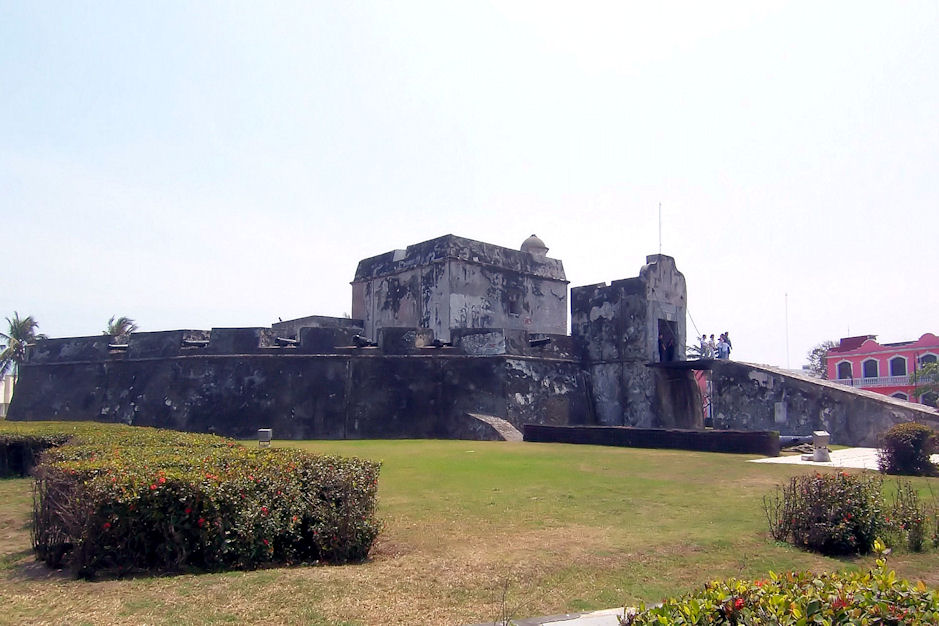
Baluard de Santiago al port de Veracruz.
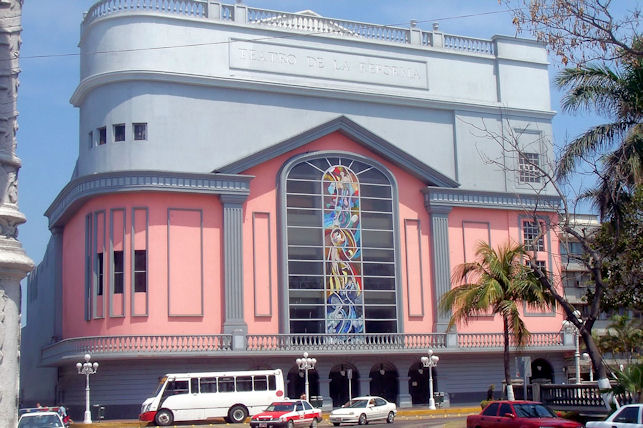
Teatre de la Reforma del port de Veracruz.
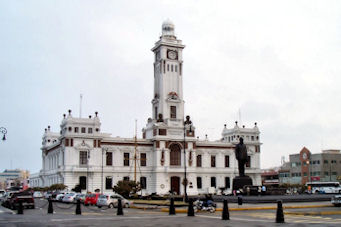
Far de Venustiano Carranza al port de Veracruz.
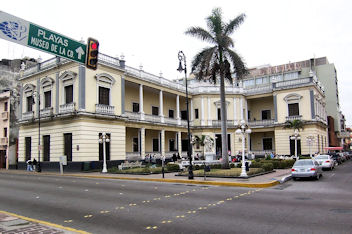
Registre Civil del port de Veracruz.
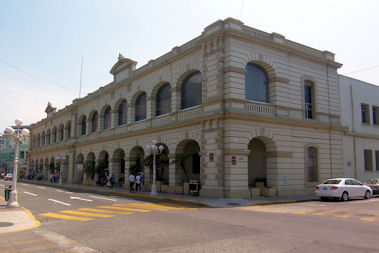
Palau federal del port de Veracruz.
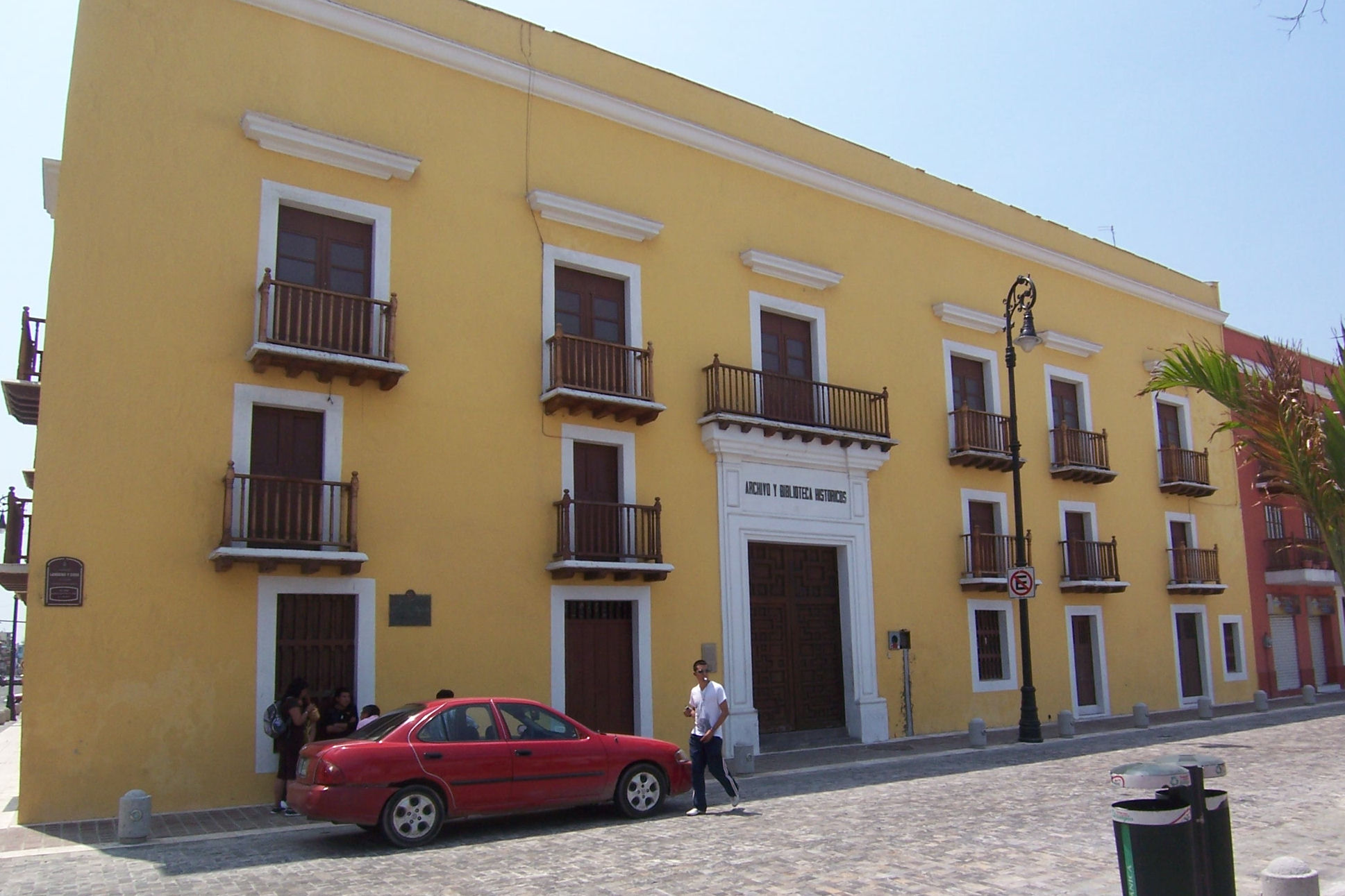
Arxiu i biblioteca històrics del port de Veracruz.
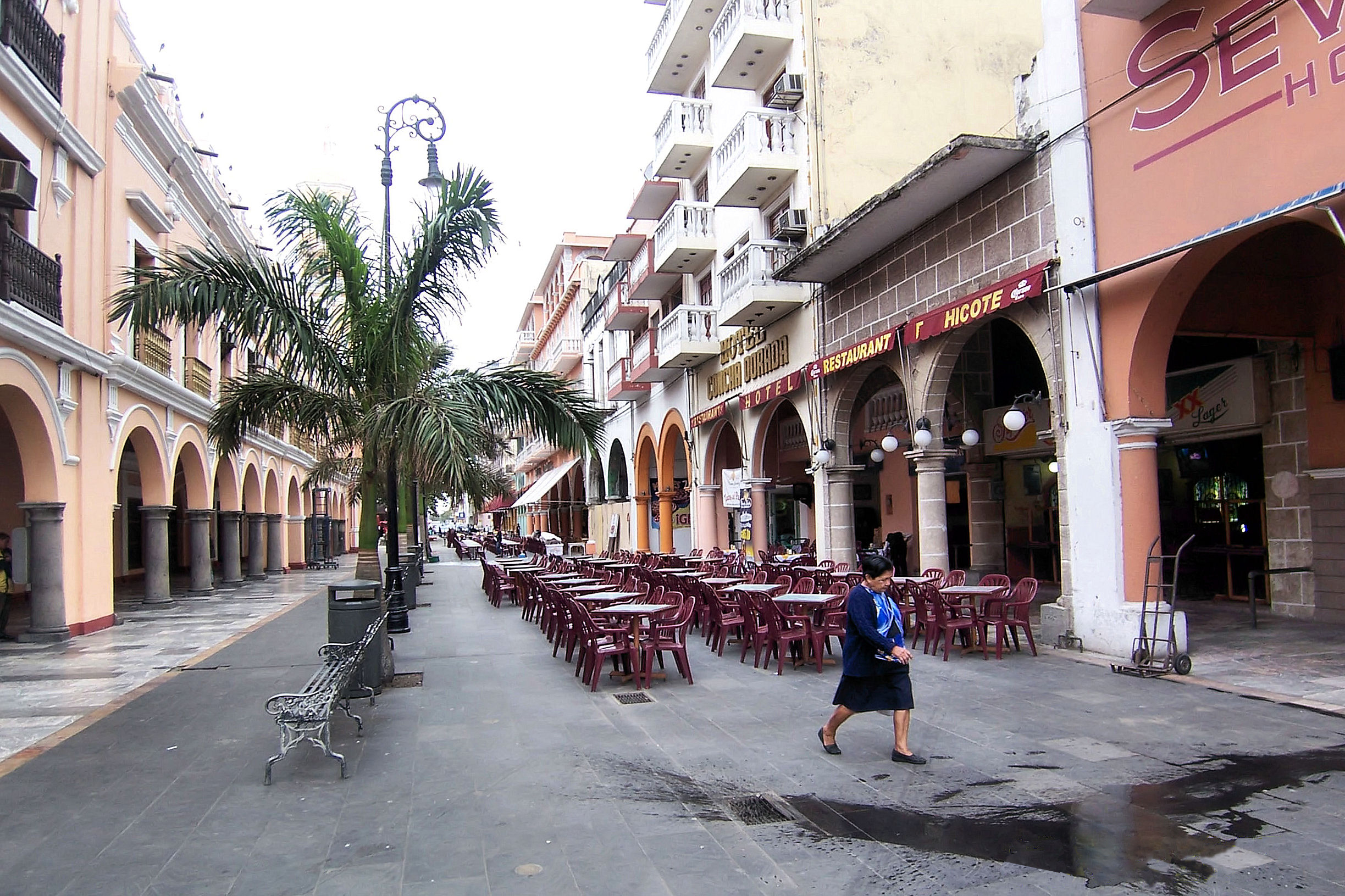
Els portals de Lerdo al port de Veracruz.
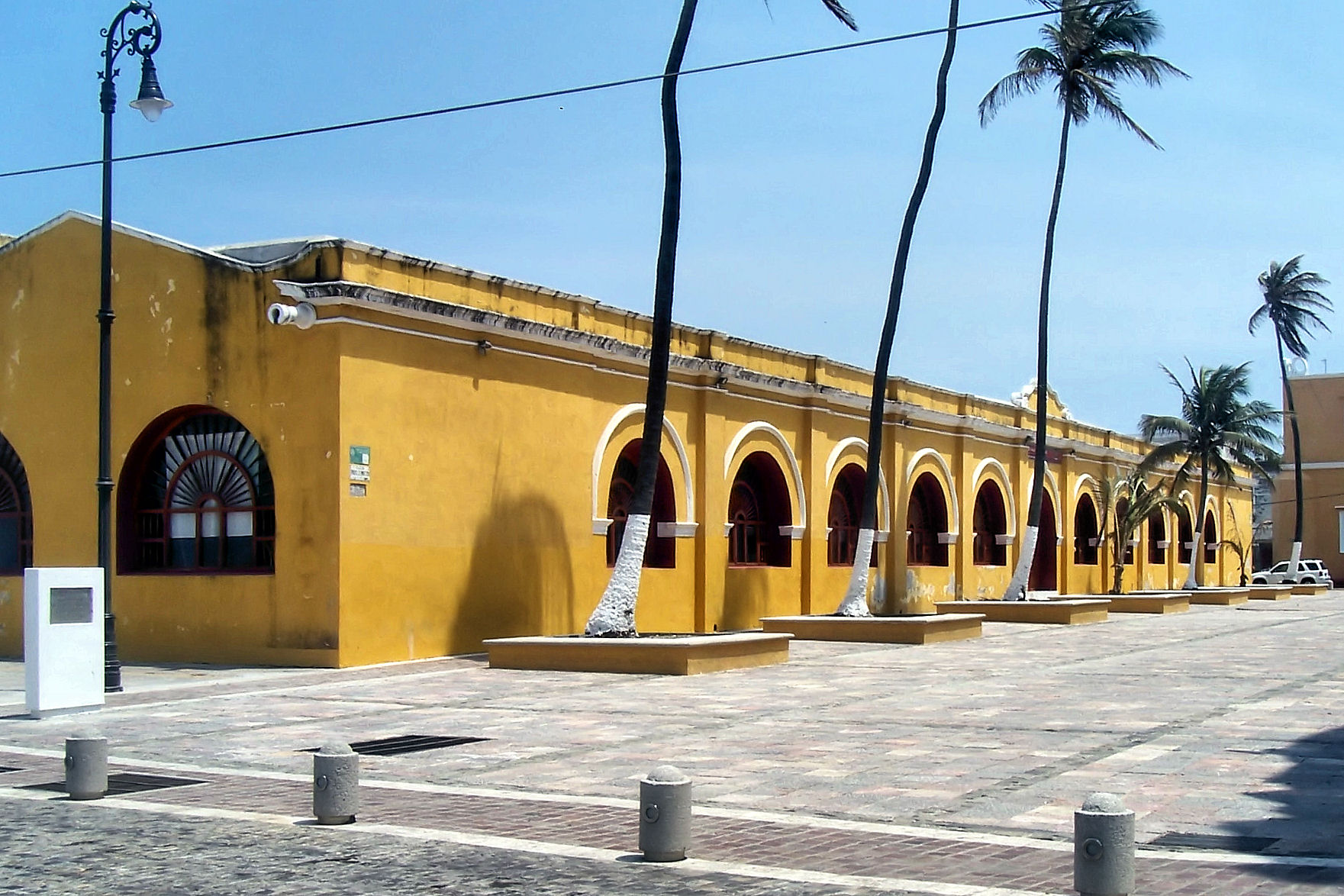
Les drassanes del port de Veracruz.
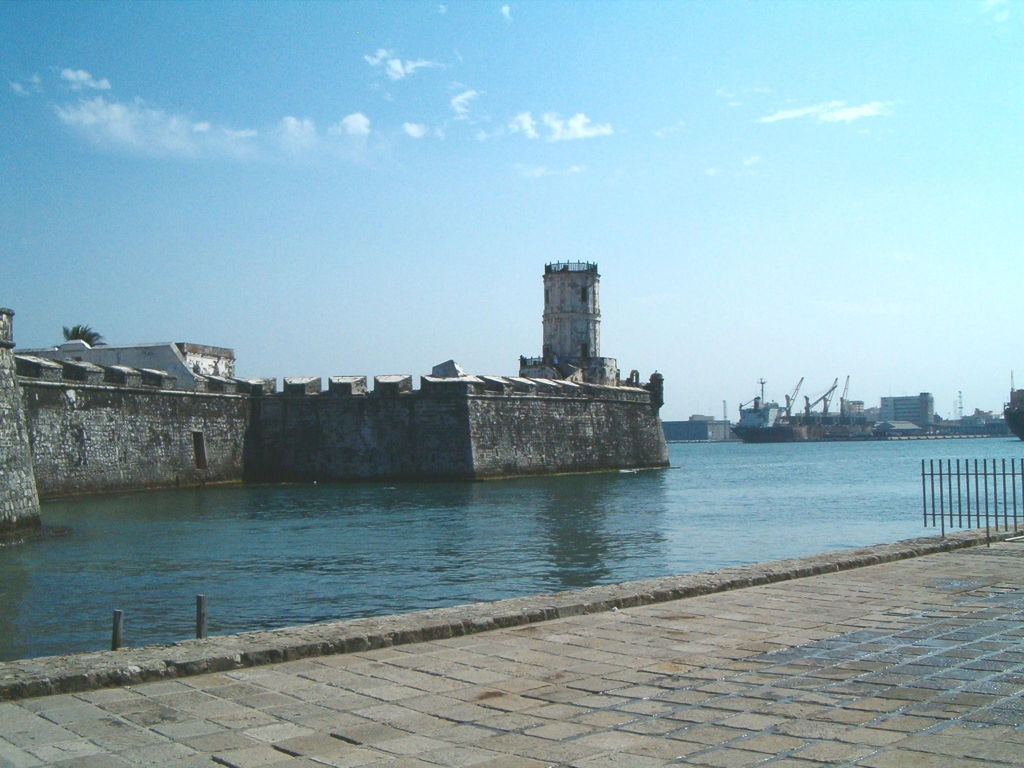
Fortalesa de San Juan de Ulúa al port de Veracruz.
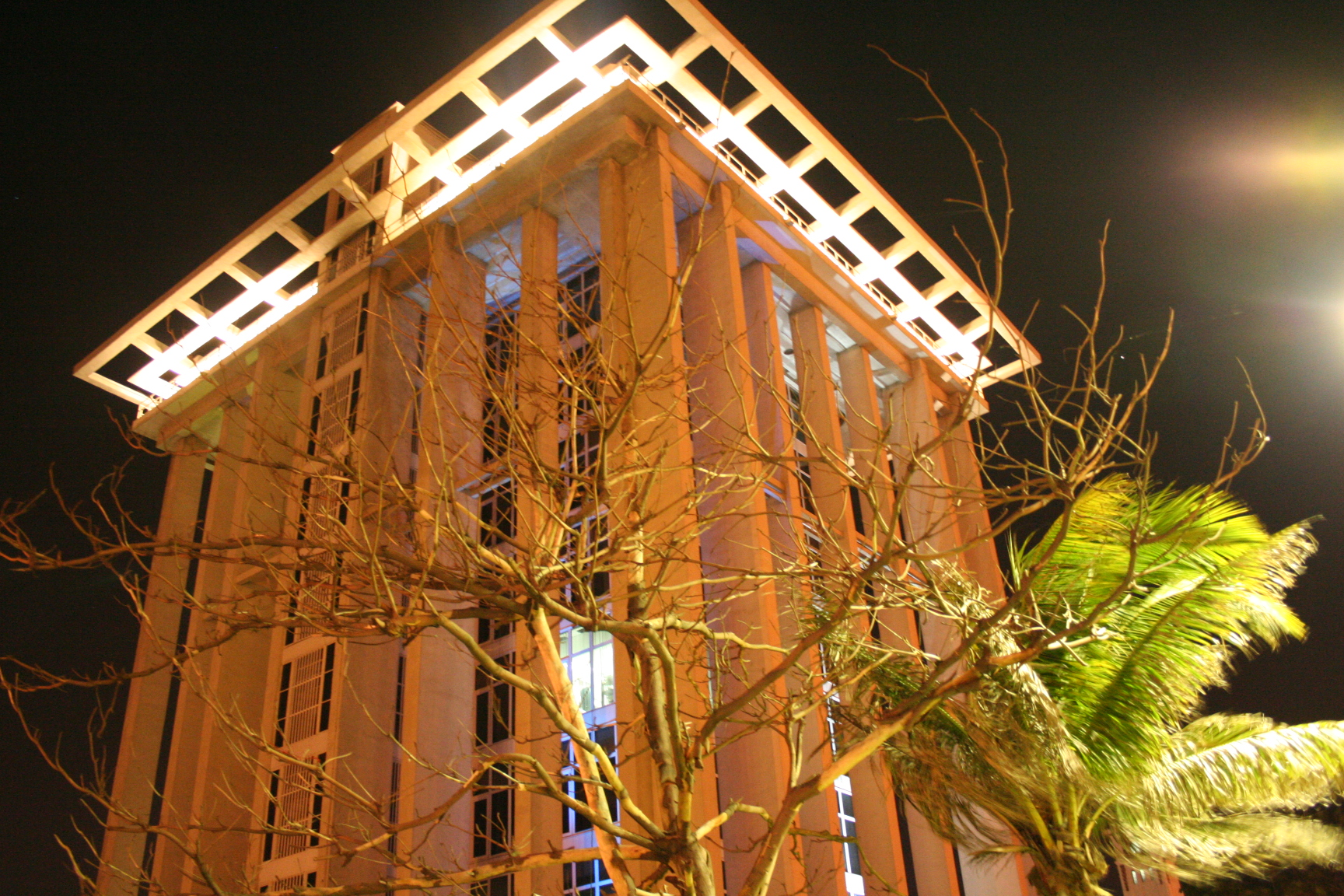
Torre de PEMEX del port de Veracruz.
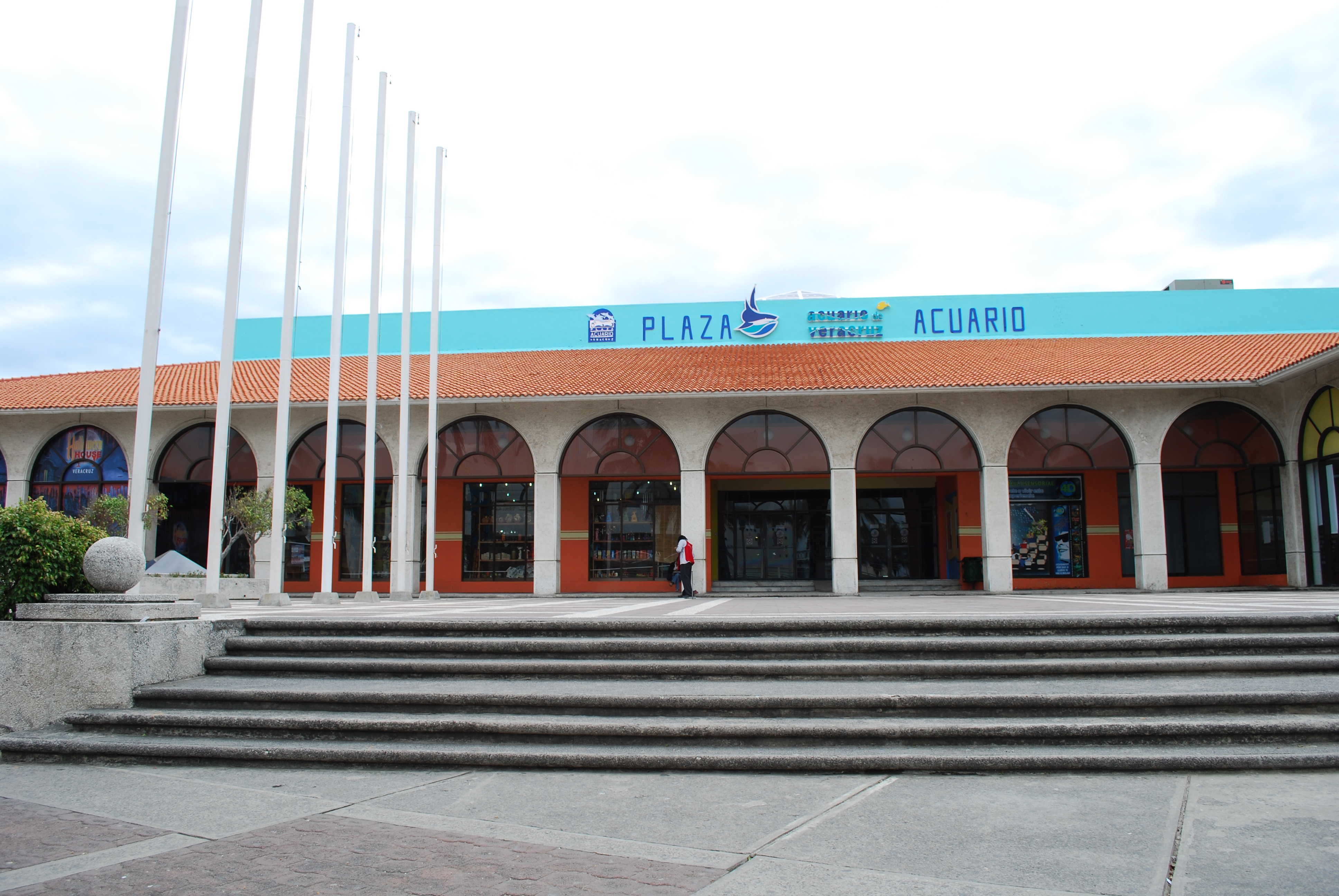
Aquari de Veracruz.
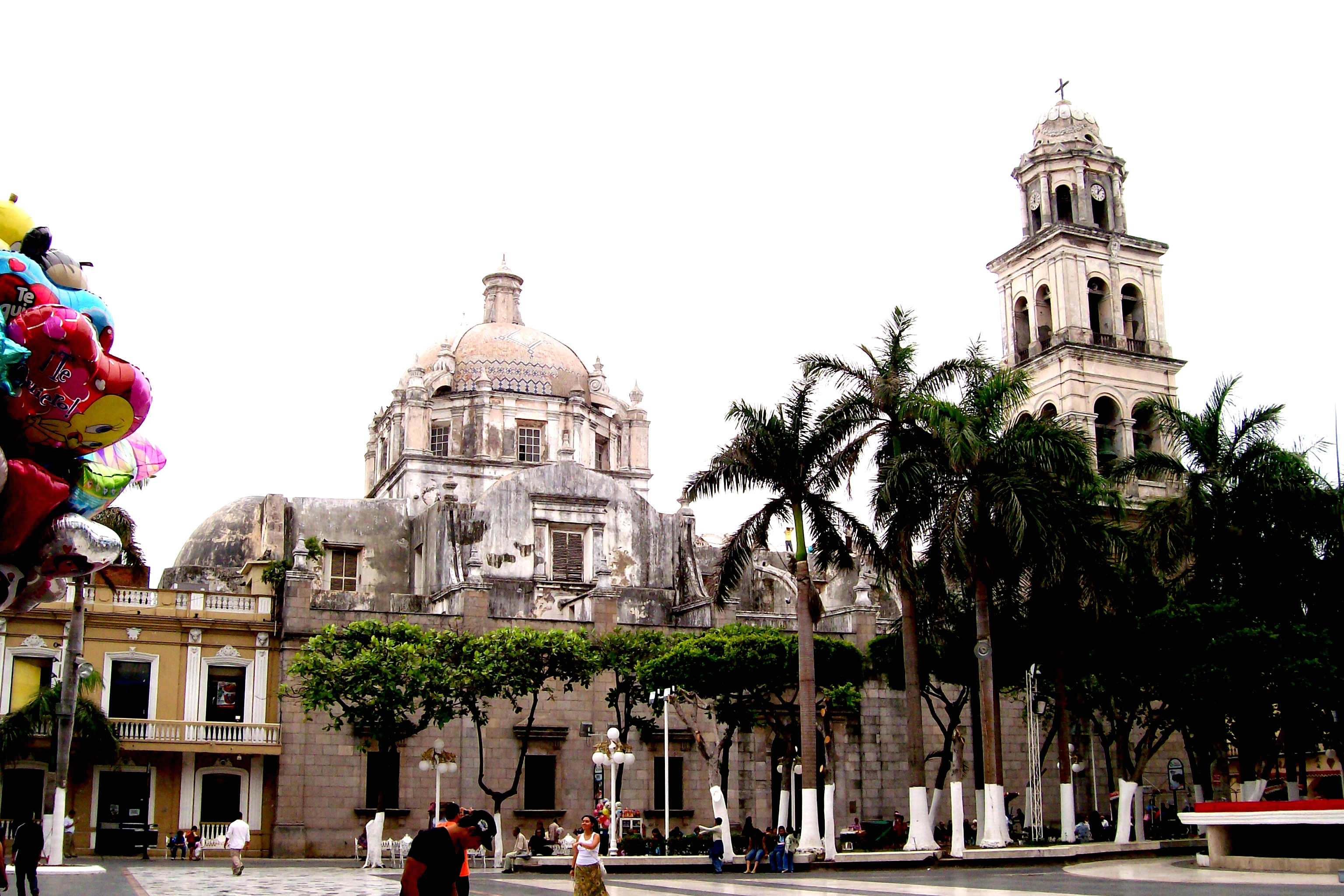
Catedral de Veracruz.
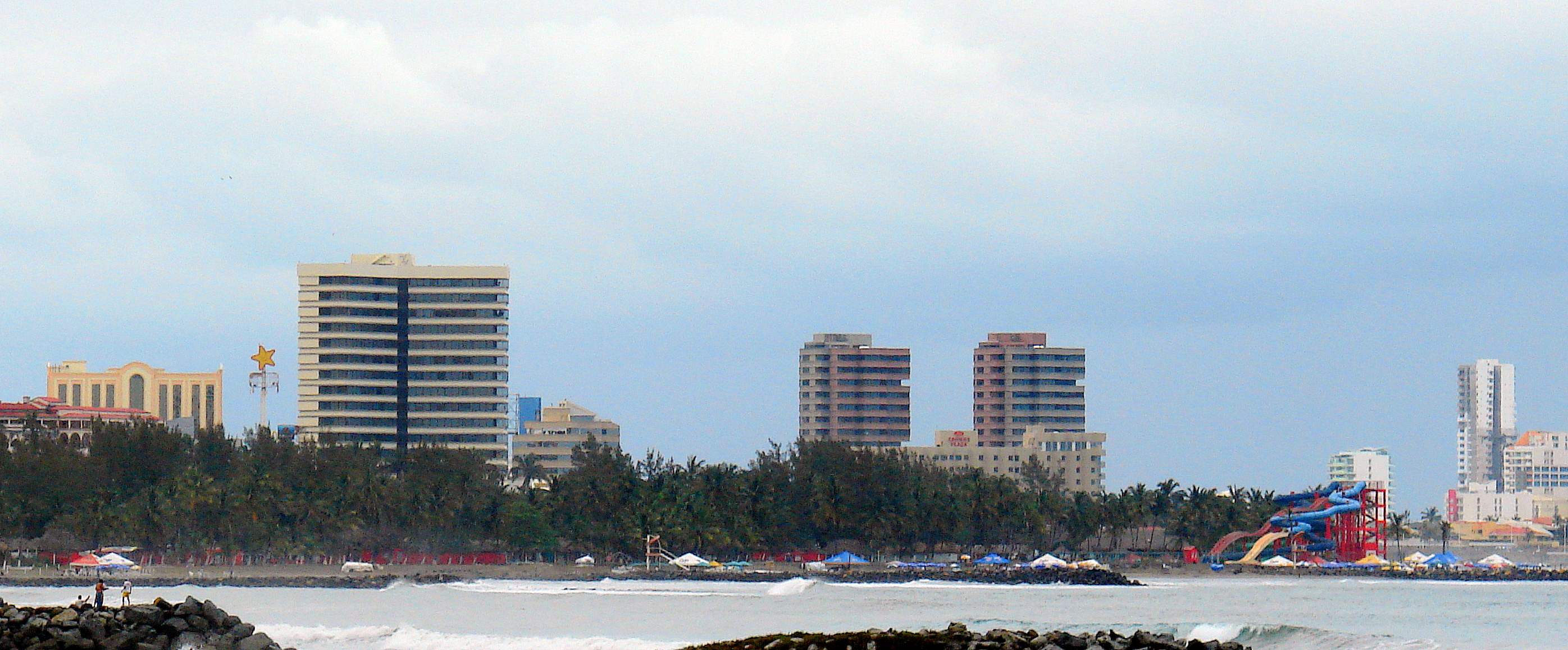
Zona turística de la localitat de Veracruz.
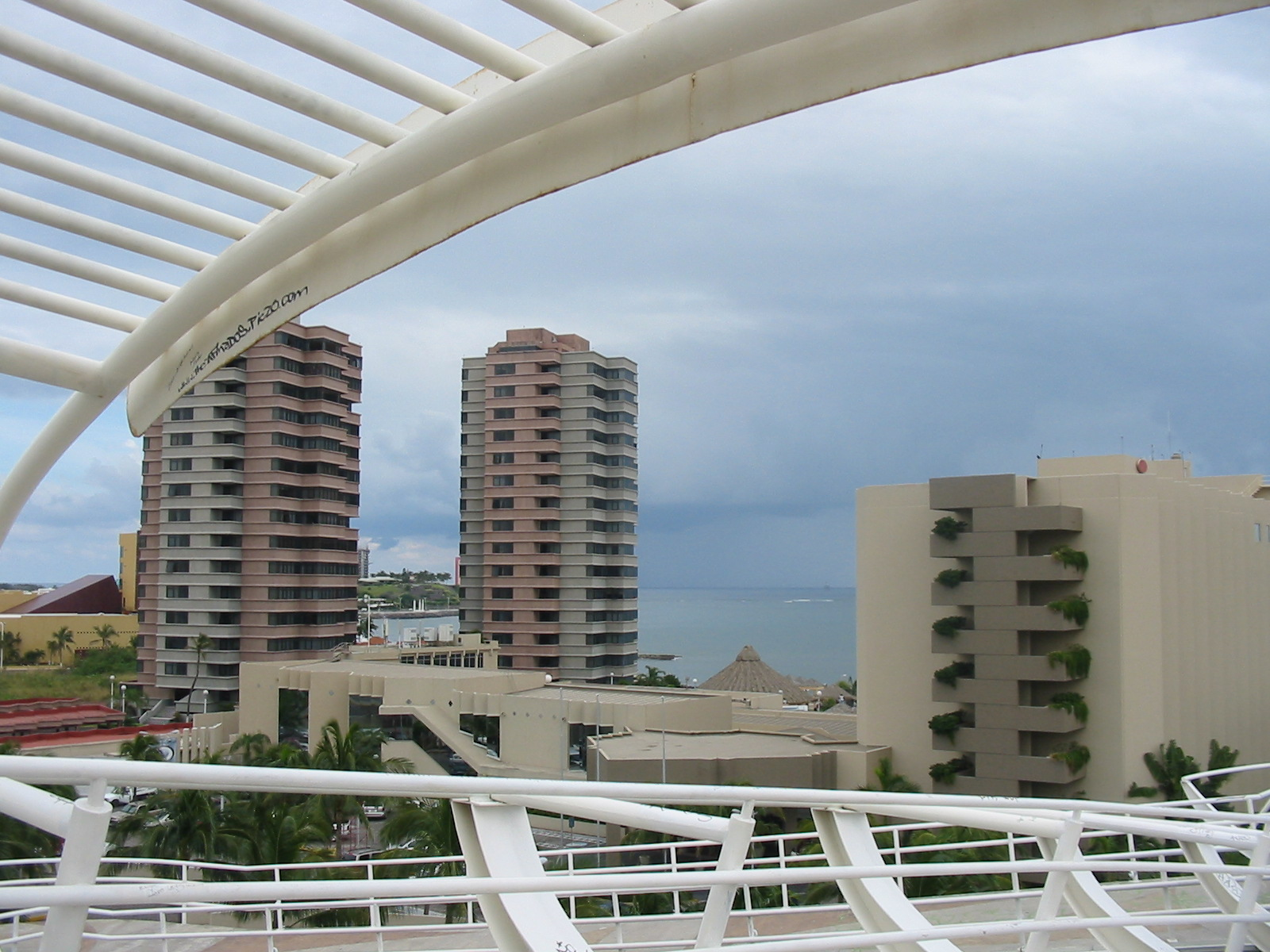
Pont de l'Amistat de la localitat de Veracruz.
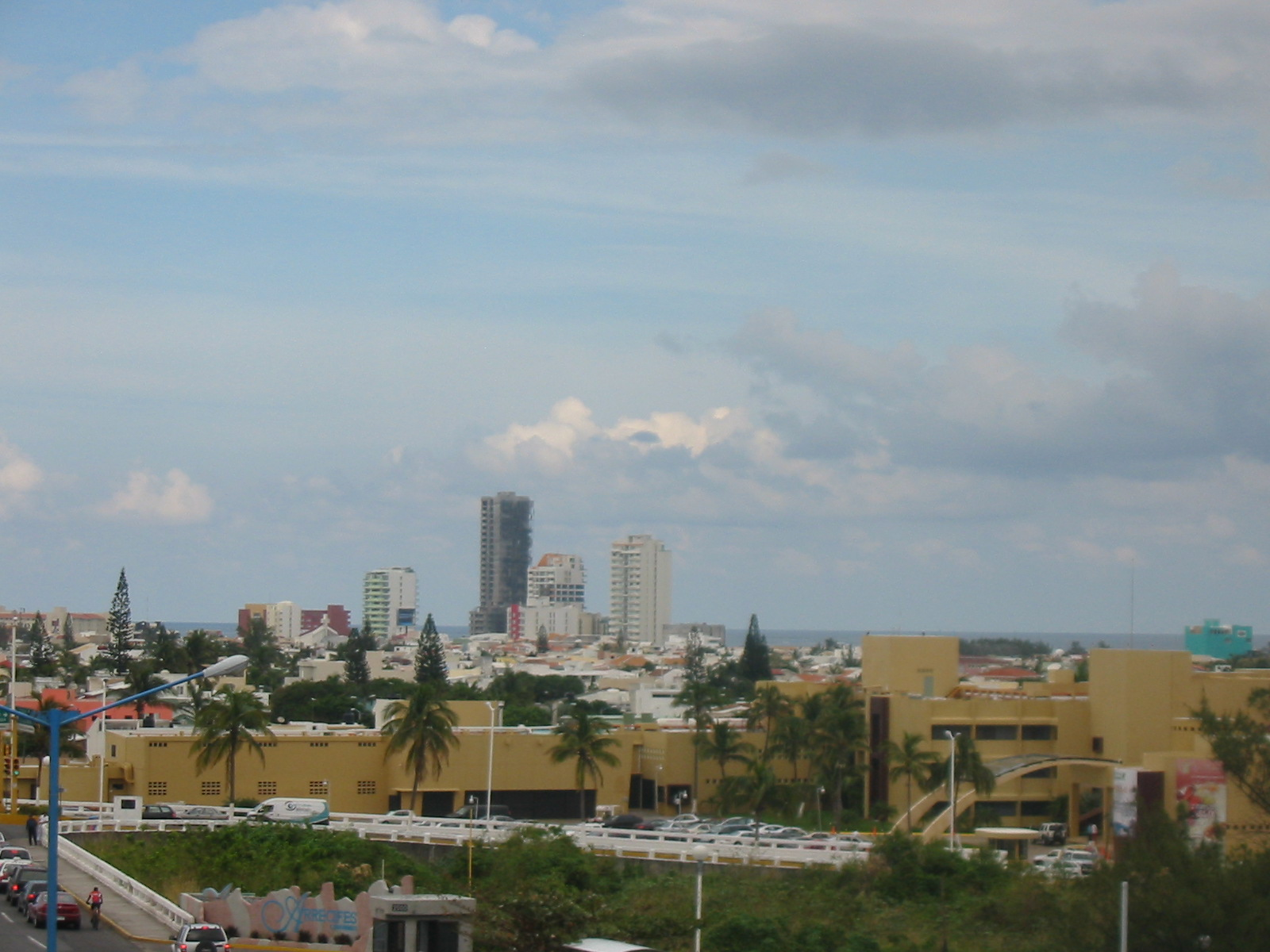
Vespre amb vista al mar a la localitat de Veracruz.
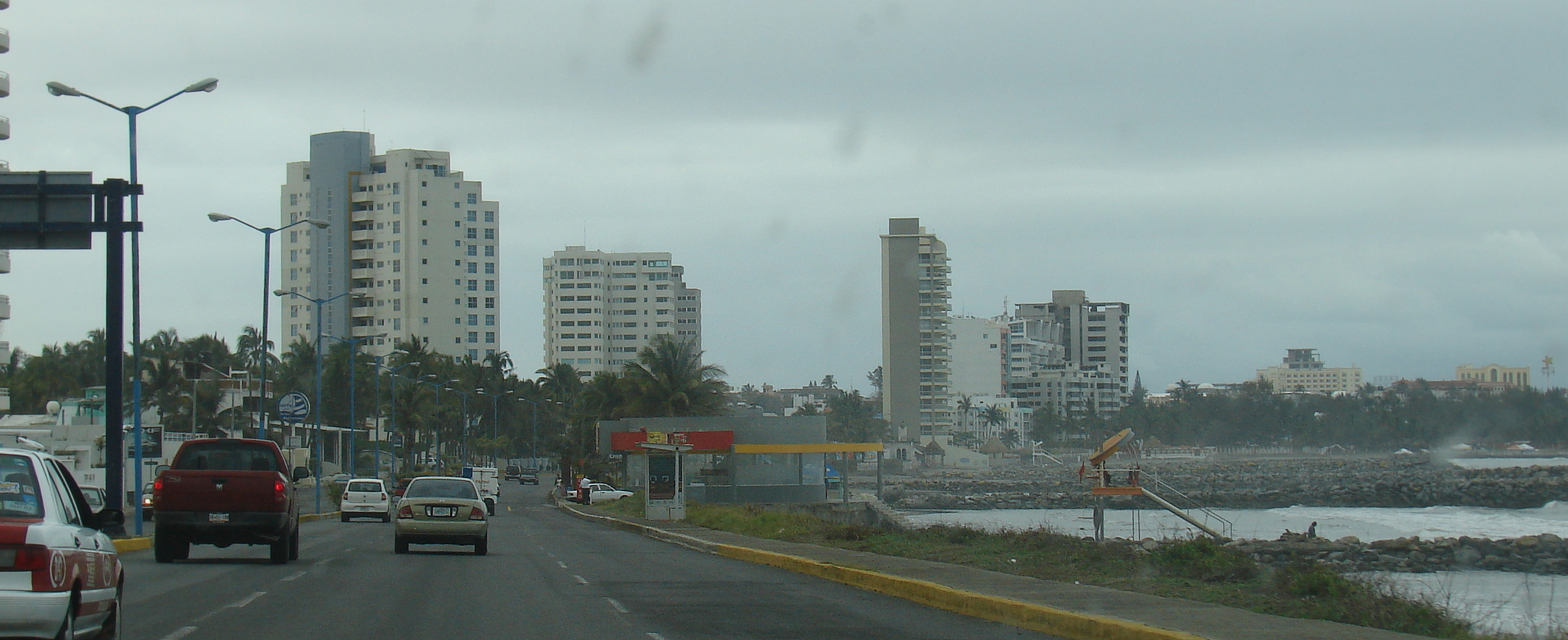
Boulevard Miguel Alemán a la localitat de Veracruz.
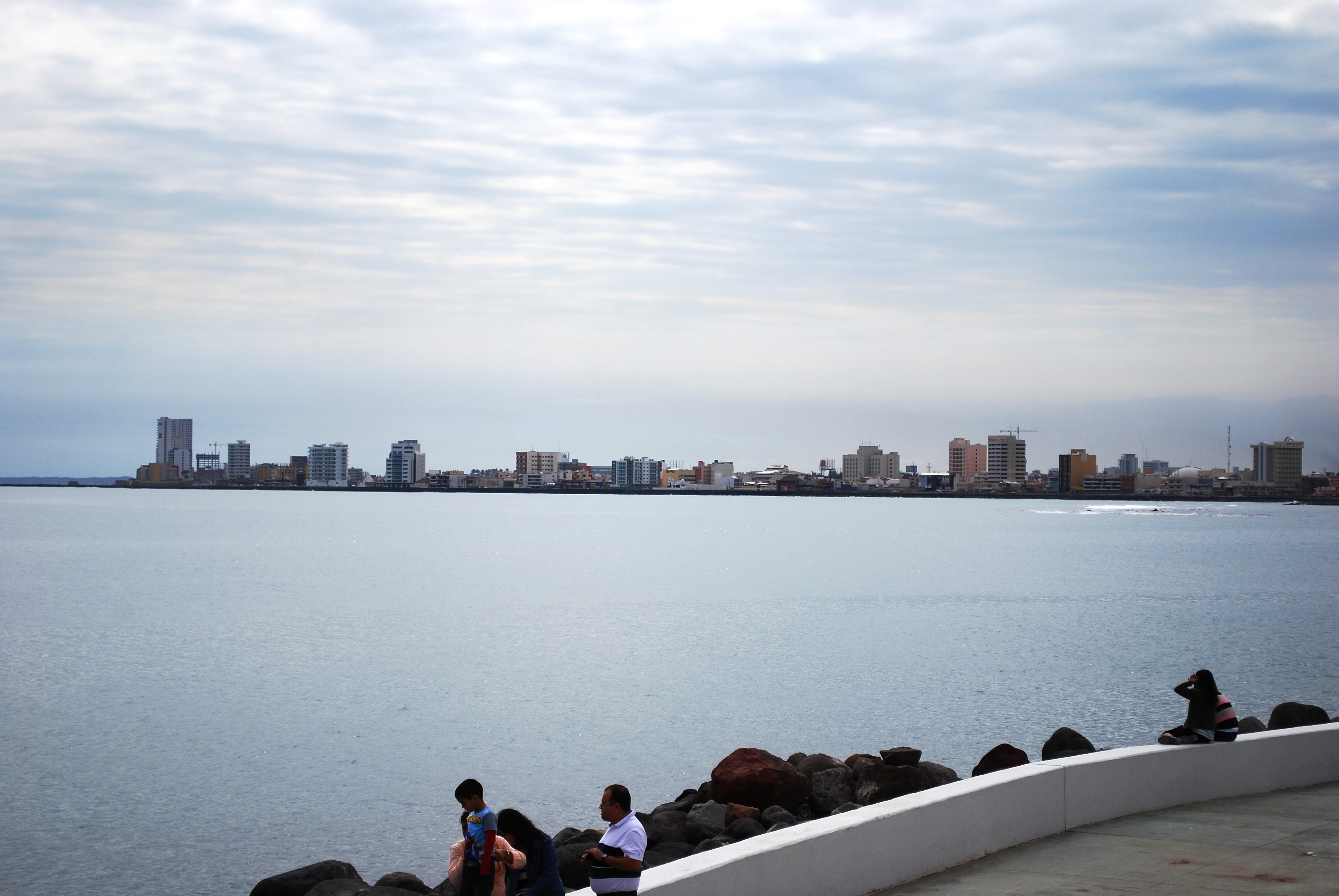
Boulevard Manuel Ávila Camacho a la localitat de Veracruz.
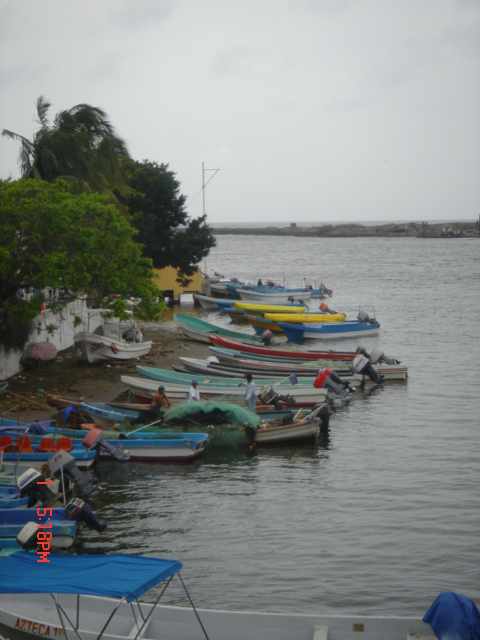
Vista del Riu Jamapa a Boca del Río.
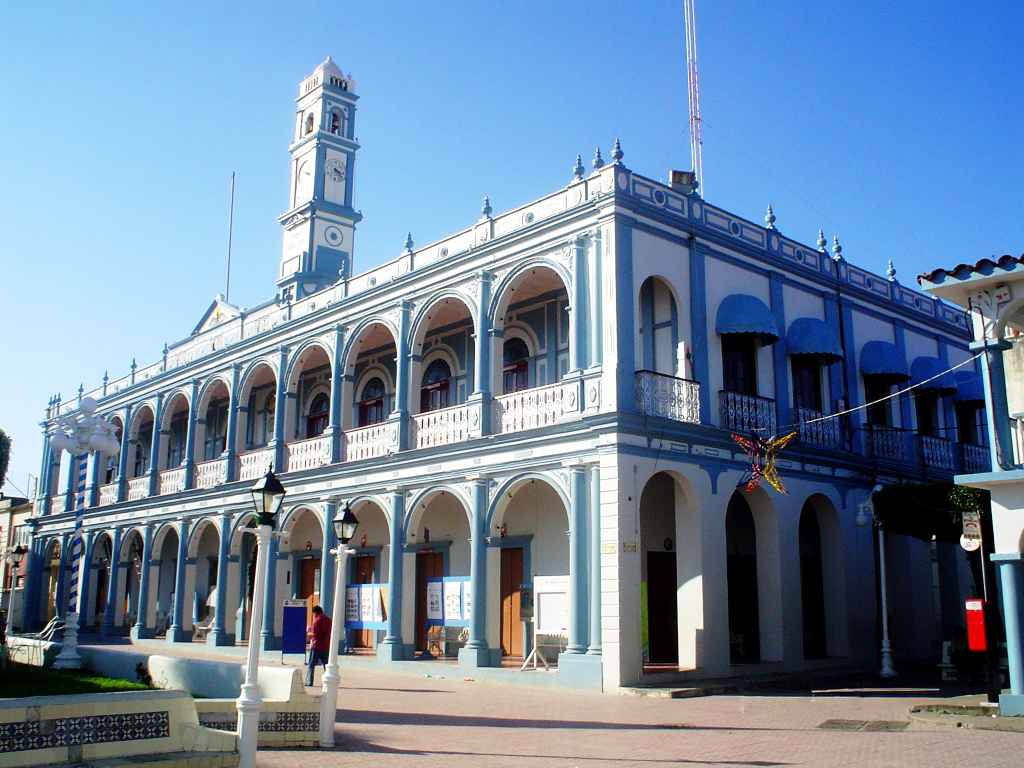
Palau municipal d'Alvarado.
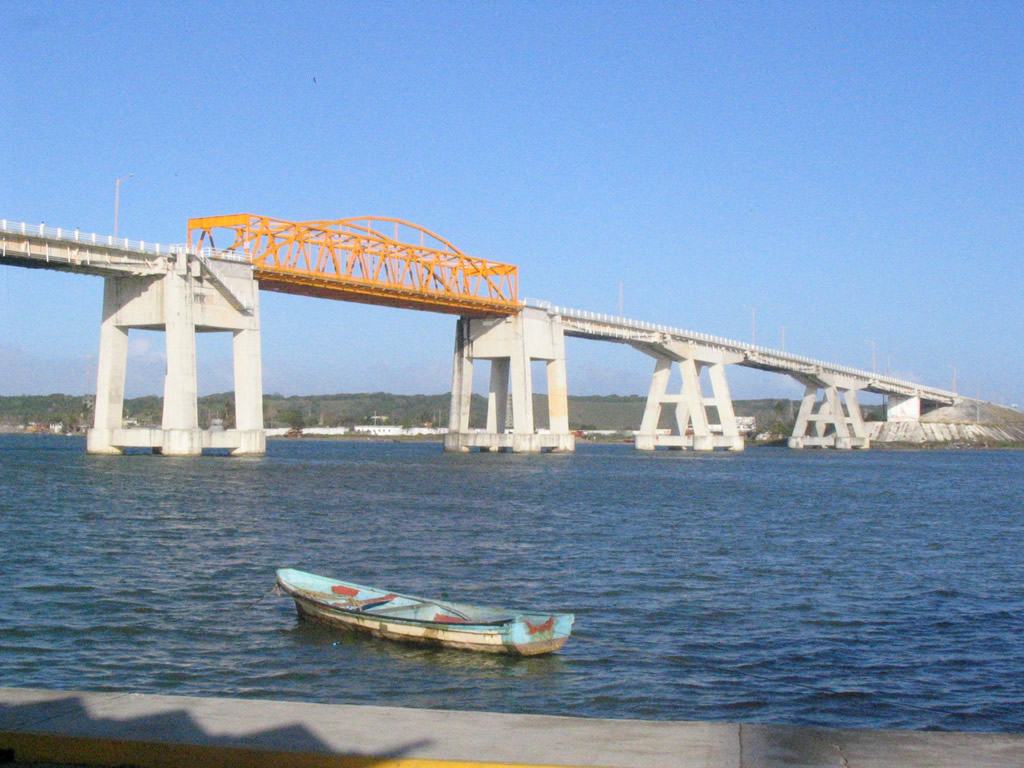
Pont d'Alvarado.
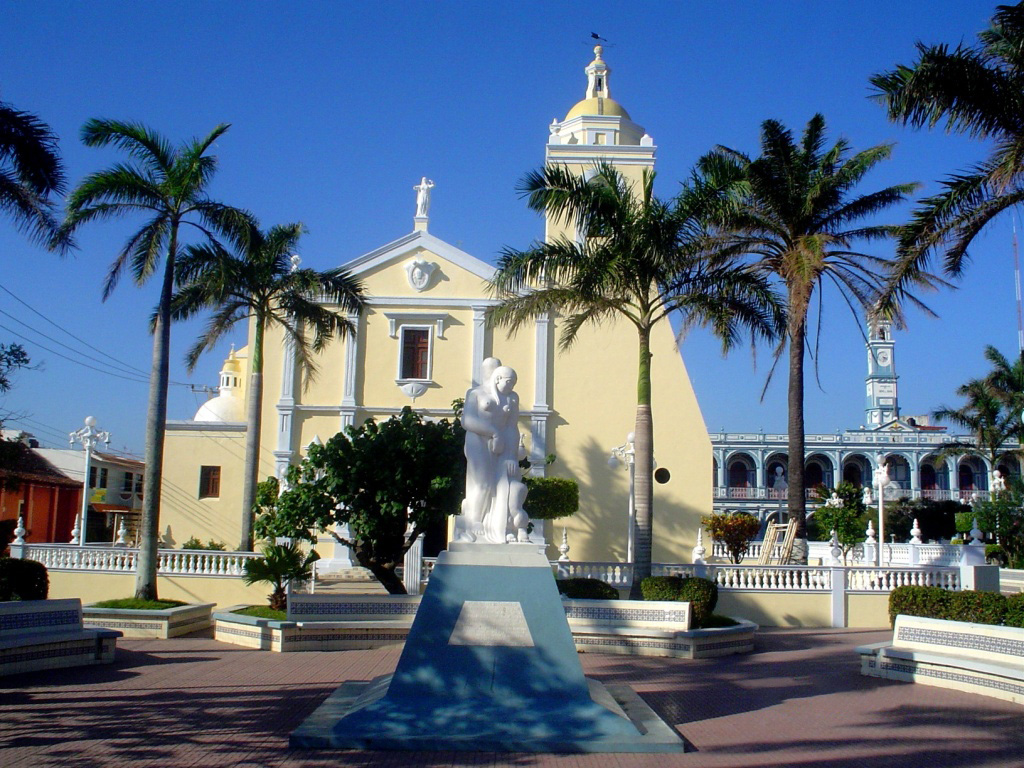
Monument als Herois de Sotavento i Parròquia de Nostra Senyora del Rosari a Alvarado.